# Ludo Schurgers
Ludo Schurgers (* 15. Oktober 1955 in Bree) ist ein ehemaliger belgischer Radrennfahrer.

## Sportliche Laufbahn
Schurgers war im Straßenradsport aktiv. Als Amateur siegte er 1975 in der Militärmeisterschaft im Straßenrennen. 1977 wurde er Dritter in der belgischen Limburg-Rundfahrt mit zwei Etappensiegen. Er gewann den Omloop Het Volk im Amateurrennen.
Von 1978 bis 1987 war er Berufsfahrer. Schurgers gewann die Eintagesrennen Omloop Mandel-Leie-Schelde Meulebeke 1978, den Textielprijs Viechte 1979, den Scheldeprijs 1982 sowie den Grote Prijs Stad Vilvoorde 1983. 1978 gewann er die Sprintwertung in der Katalonien-Rundfahrt. Dazu kamen einige Siege in belgischen Kriterien. Zweiter wurde er im Gullegem Koerse 1982